# John-David F. Bartoe
John-David Francis Bartoe est un astronaute et astrophysicien américain né le 17 novembre 1944.
Il est directeur de recherche pour la Station spatiale internationale (ISS) au Centre spatial Johnson de la NASA.

## Vols réalisés
Il réalise un unique vol en tant que spécialiste de charge utile, le 29 juillet 1985, à bord du vol Challenger (STS-51-F).